# 禮物經濟
禮物經濟（英語：gift economy；禮物文化或禮物交换）是自古以来的自由价值经济学模式。交换过程中，给与者没有任何得到价值回报的要求和预期。与之相反，以物易物或者市场经济是用社会契约和明确协议，来保证给与者得到或期望得到报酬的规范价值经济学模式。礼物经济融入政治、亲情、或宗教等领域，是共识主动性文化体系，没有明显的“经济”体系特性。
礼物经济或礼物文化是一种交换系统，其中贵重物品并非用于出售，而是在无明确契约的前提下馈赠，以获取即时或未来的回报。社在礼物文化中，社会规范与习俗主导送礼行为：尽管存在互惠期待，但馈赠并非以商品、服务换取金钱或其他等价物 —— 这与市场经济或物物交换形成鲜明对比， 在市场经济或物物交换中，商品和服务主要是明确交换所获得的价值。。
礼物交换原则与其他交换形式有着明确的区别。例如，受社会契约制约的产权形式；还有被定义为“经济体系”的独特“交换领域”，以及墨守成规的社交性礼物交换。下面研究案例说明，非市场化社会中的“赠礼”与高度商品化社会中的礼品概念完全不同。礼物经济还必须从如公有制和非商品化劳动等，其他相近现象区分出来。
礼物经济的本质是人类学研究中的核心争议议题。该领域的学术探讨始于布罗尼斯瓦夫·马林诺夫斯基在第一次世界大战 期间对特罗布里安群岛 “库拉环 ”（Kula Ring）的经典研究 [3][4]。他发现，特罗布里安人甘愿冒着航海风险长途跋涉，赠送贵重物品却不要求即时回报 。这一现象引发了马林诺夫斯基与法国人类学家马塞尔·莫斯的理论辩论，后者在《礼物》（Essai sur le don, 1925）中提出 “礼物之灵” 概念，推动学界以 “互惠机制”“不可剥夺的财产”等术语重新界定非市场交换的复杂性。
人类学家莫里斯·布洛赫与乔纳森•帕里指出，学界核心争议在于市场交换与非市场交换的关系界定  。部分学者认为，礼物经济维系社区纽带，而市场经济则削弱这种联结 。
礼物交换与其他交换形式的差异体现在三大原则：
1. 所交换物品的产权形式；
2. 送礼是否构成独立的 “交换领域” 或 “经济系统”；
3. 交换所构建的社会关系属性。 值得注意的是，高度商业化社会的礼物观念，与非市场社会的 “礼物” 存在本质区别。礼物经济亦有别于共同财产（英语）制度、非商品劳动交换等相关概念。

## 礼品交换原则
据人类学家乔纳森·帕里有关礼物属性的论证和不同区域礼物交换行为，把礼物经济作为一个独立经济体系，认为它是一个跨文化，泛历史的社会行为。这一论点一直困扰着坚持现代市场经济优越性的西方人类学家们。不过，他声称，人类学家们通过分析不同区域和历史时期的文化和交换形式，已经达成共识，那就是不存在什么普世经济行为。
帕里（Jonathan Parry）提出，学界对礼物本质及其经济属性的讨论，常受困于西方市场社会礼物概念的种族中心主义误用 —— 即误将现代西方礼物观视为跨文化普适标准。事实上，人类学家已证实：
- 不存在放之四海皆准的礼物交换模式；
- “纯礼物” 概念仅存在于劳动分工精细、商业发达的分化社会 [16]，需与非市场社会的 “赠予” 明确区分。

韦纳（Weiner）等学者进一步指出，非市场社会的礼物交换常嵌入政治、亲属或宗教制度，并未形成独立经济体系。这一观点可追溯至马林诺夫斯基与莫斯的经典辩论：礼物交换的社会功能往往优先于经济属性。

### 财产与可让与性
送礼是转让特定物品的财产权的一种形式。这些产权的性质因社会和文化的不同而不同。它们并不普遍。因此，送礼的性质会因现有财产制度的类型而改变。
财产不是一件物品，而是人与人之间关于物品的一种关系，它是一种社会关系，支配着人们在使用和处置事物方面的行为。人类学家根据各种行为者（个人或团体）对客体的一系列权利来分析这些关系当前关于知识产权的争论就是一个例子。拿一本作者拥有版权的购买书籍为例。虽然书是一种商品，可以买卖，但它并没有完全脱离它的创造者，创造者一直控制着它；由于创作者的权利，书的所有者对书的使用受到限制。Weiner认为，在保留礼物/商品权利的同时给予的能力是Malinowski和Mauss所描述的礼物文化的一个关键特征，并解释了为什么一些礼物，如库拉贵重物品，在特罗布里安群岛经历了一段不可思议的旅程后，会回到原来的主人手中。在库拉交换中赠与的礼物在某些方面仍然是赠与者的财产。
在上面使用的示例中，版权是规范书籍使用和处置的捆绑权利之一。在许多社会中，送礼是复杂的，因为个人拥有的私有财产在范围上可能相当有限（见下文§The commons）。生产资源，如土地，可能由公司集团的成员（如家族）持有，但只有该集团的一些成员可能拥有使用权。当许多人对同一物拥有权利时，赠予与赠予私有财产具有非常不同的含义；只有该物体的部分权利可以转让，使该物体仍然与其公司所有者联系在一起。因此，这些类型的物品是不可剥夺财产，在给予的同时也要保留。

### 礼物与赠予
马林诺夫斯基对库拉环的研究，成为与法国人类学家马塞尔·莫斯争论的主题，马塞尔·莫斯是《礼物》的作者（《Essai sur le don》，1925）。帕里指出，马林诺夫斯基关注个人间的商品交换，强调送礼的自私动机 —— 人们期待等价或超额回报。马林诺夫斯基认为，互惠是礼物的内在属性，不存在无期待的馈赠。
莫斯则强调，礼物交换发生在集体代表之间，而非个人层面。这类礼物属于 “完全礼物”，是如同社区服务般的义务性奉献。它们并非可交易的分割商品，而是如皇冠珠宝般，象征着 “企业亲属集团”（如王室家族）的声誉、历史与身份。针对 “为何有人愿意赠予此类物品” 的问题，莫斯提出 “礼物之灵” 这一神秘概念作答。帕里认为，这场争论的诸多分歧源于翻译误差：莫斯实际认为，回赠是维系送礼者关系的必需 —— 若不回赠，关系便会终结，未来的赠礼可能也会终止。
马林诺夫斯基与莫斯均认同：在缺乏制度化经济交换的非市场社会中，礼物交换兼具经济、亲属、宗教和政治功能，且这些功能相互交织，共同塑造了交换实践的性质

### 不可剥夺的财产

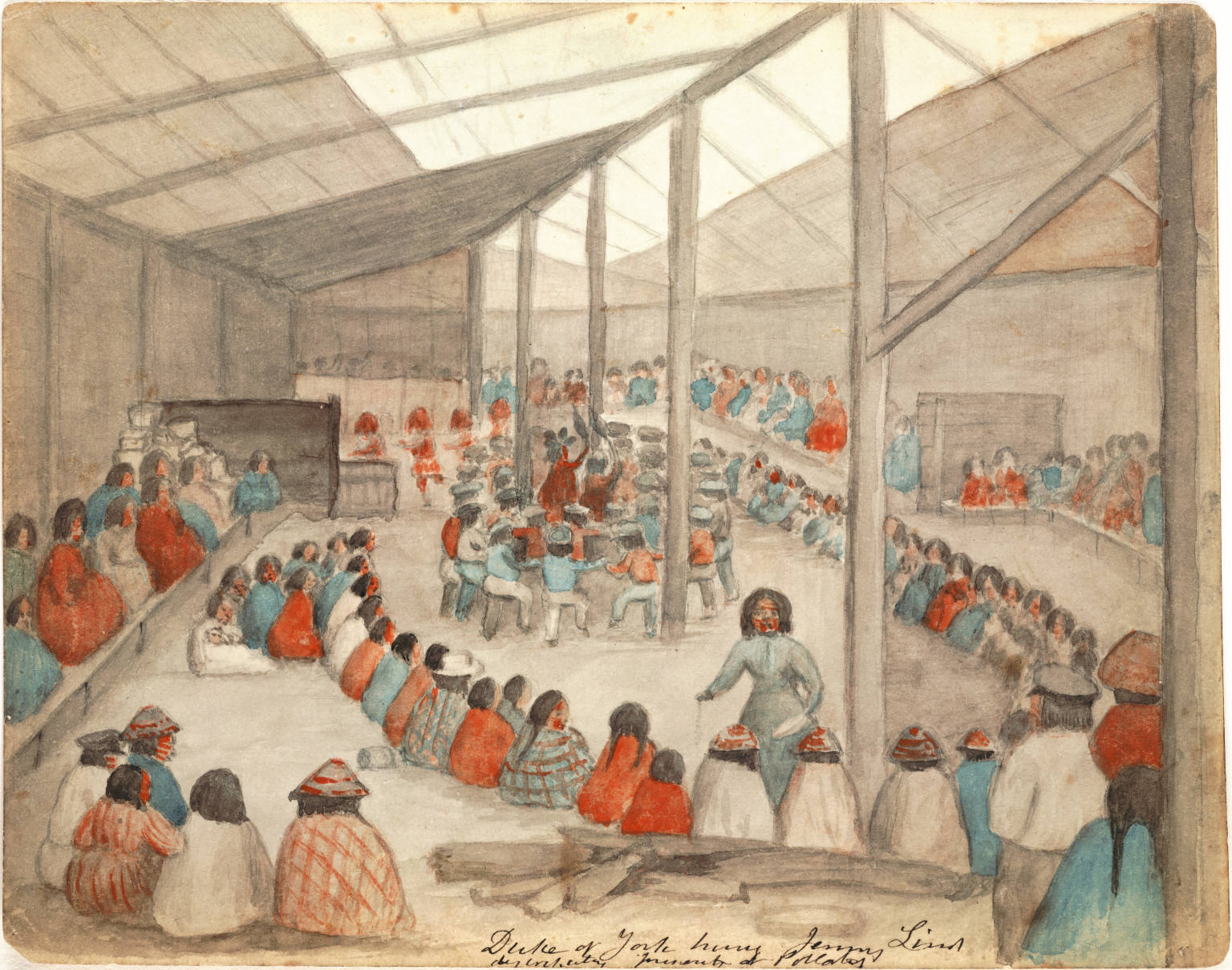
詹姆斯·g·斯旺（James G. Swan）的水彩画，描绘了汤森港的切特泽莫卡（Chetzemoka）酋长的克拉拉姆人，切特泽莫卡的一位妻子正在分发盆花

安妮特・韦纳重新考察了马林诺夫斯基在特罗布里安群岛的田野点，进一步阐释了 “总馈赠”（total prestation）概念。她提出双重批判：其一，特罗布里安社会为母系制，女性掌握关键经济与政治权力，但马林诺夫斯基忽视了女性间的交换其次，她从“不可剥夺财产：赠予与保留的悖论” 视角，拓展了莫斯关于互惠与 “礼物之灵” 的理论。韦纳对比了可交换的动产与不可让渡的不动产 —— 在特罗布里安案例中，男性的库拉礼物属于前者，而女性的土地财产属于后者。岛上流通的物品与特定群体绑定极深，即便被赠予，也未真正脱离原所属群体。这些物品的存在依赖于社会中特定亲属群体的维系。
法国人类学家莫里斯・戈德利耶Maurice Godelier 在《礼物之谜》（The Enigma of The Gift, 1999）中延续此分析。阿尔伯特・施劳沃斯（Albert Schrauwers）指出，韦纳与戈德利耶研究的社会形态（包括特罗布里安群岛的库拉环、北美西北海岸土著的夸富宴（Potlatch）、印度尼西亚南苏拉威西岛的托拉查人，均以等级制贵族亲属群体为特征，符合列维 - 斯特劳斯的 “家庭社会” 模型（其中 “家庭” 既指贵族世系，也指其地产）。给予总馈赠的本质是保护特定亲属群体的地产，并维持其社会等级地位。

### 互惠和礼物的精神
克里斯·格雷戈里认为，互惠是一种二元交换关系，却常被误作 “赠礼行为”。他认为，向朋友或潜在对手送礼旨在建立关系，使对方陷入负债状态。格雷戈里强调，维系关系的关键在于礼物与回礼的时间差 —— 双方需始终处于 “负债 - 清偿” 的动态中。马歇尔・萨林斯（Marshall Sahlins）以生日礼物为例：时间间隔会催生回赠义务，遗忘回礼可能导致关系破裂。格雷戈里提出：债务关系是互惠的前提，这正是礼物经济与 “纯粹赠予” 的分野 —— 后者不期待回报（萨林斯对互惠的分类见下文）。
美国文化人类学家马歇尔·萨林斯在《石器时代经济学》（Stone Age Economics, 1972）中界定了三种互惠类型：
1. 广义互惠（礼物互惠）：交换不强调具体价值记录，但追求长期价值均衡；
2. 对称互惠（平衡互惠）：要求在特定时空内实现对等回报；
3. 负互惠（市场互惠）：以获利为目标，常伴随一方利益受损。 礼物经济属于广义互惠，主要存在于亲密亲属群体；交换双方关系越疏离，互惠类型越趋向对称或负互惠 [32]。

### 慈善、债务和“礼物的毒药”
乔纳森・帕里（Jonathan Parry）提出，“纯粹礼物” 的意识形态仅存在于高度分化社会 —— 这类社会具有精细劳动分工与发达商业体系，需与前文所述的非市场 “奉献”（prestations）区分。他以印度慈善捐赠（Dāna）为例指出，不图回报的 “纯粹礼物” 可能具有 “毒性”：施予行为彰显捐赠者的道德优越，而接受礼物的圣洁祭司却背负无法涤除的杂质。这种无回赠的 “纯礼物” 使受赠者陷入负债依赖 —— 此即 “礼物的毒药”。
大卫•格雷伯（David Graeber）认为，不平等群体间不存在互惠机制：若向乞丐赠予一美元，对方不仅不会回赠，反而可能再次索求，这会损害其社会地位，且被迫接受慈善者常感屈辱。在巴布亚新几内亚的Moka交换制度中，送礼者可成为政治 “大人物”，而负债却无力偿还 “利息” 者则被称为 “垃圾人”。
法国作家乔治·巴塔耶（Georges Bataille）在《被诅咒的部分》（La part maudite）中基于莫斯理论构建经济模型：礼物交换结构是一切经济形式的前提。他尤其关注莫斯描述的 “赠礼竞争”，指出其对抗性迫使受赠者确认从属地位，体现了黑格尔式 “主人与奴隶” 的二元对立关系。

### 交流领域和“经济体系”
市场交换与本土非市场交换的关系一直是人类学核心议题。保罗·博汉南（Paul Bohannan）发现尼日利亚存在三个交换领域，各领域仅允许特定商品交易并使用专用货币。然而，市场与通用货币打破领域壁垒，瓦解既有社会关系。乔纳森・帕里与莫里斯·布洛赫（Maurice Bloch）在《货币与交换的道德》（1989）中提出，家庭长期社会再生产依赖的 “交易秩序” 必须与短期市场关系区隔 。这种秩序通过洗礼、婚礼、葬礼等宗教仪式神圣化，以礼物交换为维系核心。
人类学家常将礼物交换与市场交换视为对立两极，克里斯・格雷戈里（Chris Gregory）在《礼物与商品》（Gift and Commodities, 1982）中对此有经典概括：
- 商品交换：独立个体间让渡可分割物品，建立量化关系；
- 礼物交换：依赖关系群体间交换不可分割物品，构建质性联系。 格雷戈里从五方面展开对比：[37]

| 商品交易所   | 礼物交换     |
| ------------ | ------------ |
| 直接的交流   | 延迟交换     |
| 可转让的货物 | 可转让的货物 |
| 演员独立     | 演员依赖     |
| 定量的关系   | 定量的关系   |
| 物品之间     | 人之间       |

但其他人类学家拒绝将这些不同的 “交换领域” 视为如此两极对立的事物。玛丽莲·斯特拉森在巴布亚新几内亚的类似地区开展研究，于《礼物的性别》（1988）中驳斥了这种对立划分的有效性。
结婚戒指可同时作为商品、纯粹礼物，或二者兼具。阿君・阿帕杜莱（Arjun Appadurai）等学者不再纠结于物品的 “礼物 - 商品” 属性，转而关注物品如何在不同交换领域间流动（即从商品转化为礼物，再转化为商品的过程）。他们将研究重心从 “交换形成的人际关系特征” 转向 “物的社会生活”，探讨使物品具有 “单一性”（singularity，即独特性、特殊性、唯一性）并因此退出市场的策略。例如，婚礼将购买的戒指转化为不可替代的传家宝，而传家宝正是完美礼物的体现。“单一性” 是商品化进程的对立面，揭示所有经济本质上都是物质客体在不同交换领域间的流动。尼古拉斯・托马斯（Nicholas Thomas）采用相似路径，聚焦 “纠缠的物品” 在礼物与商品角色间的转换。

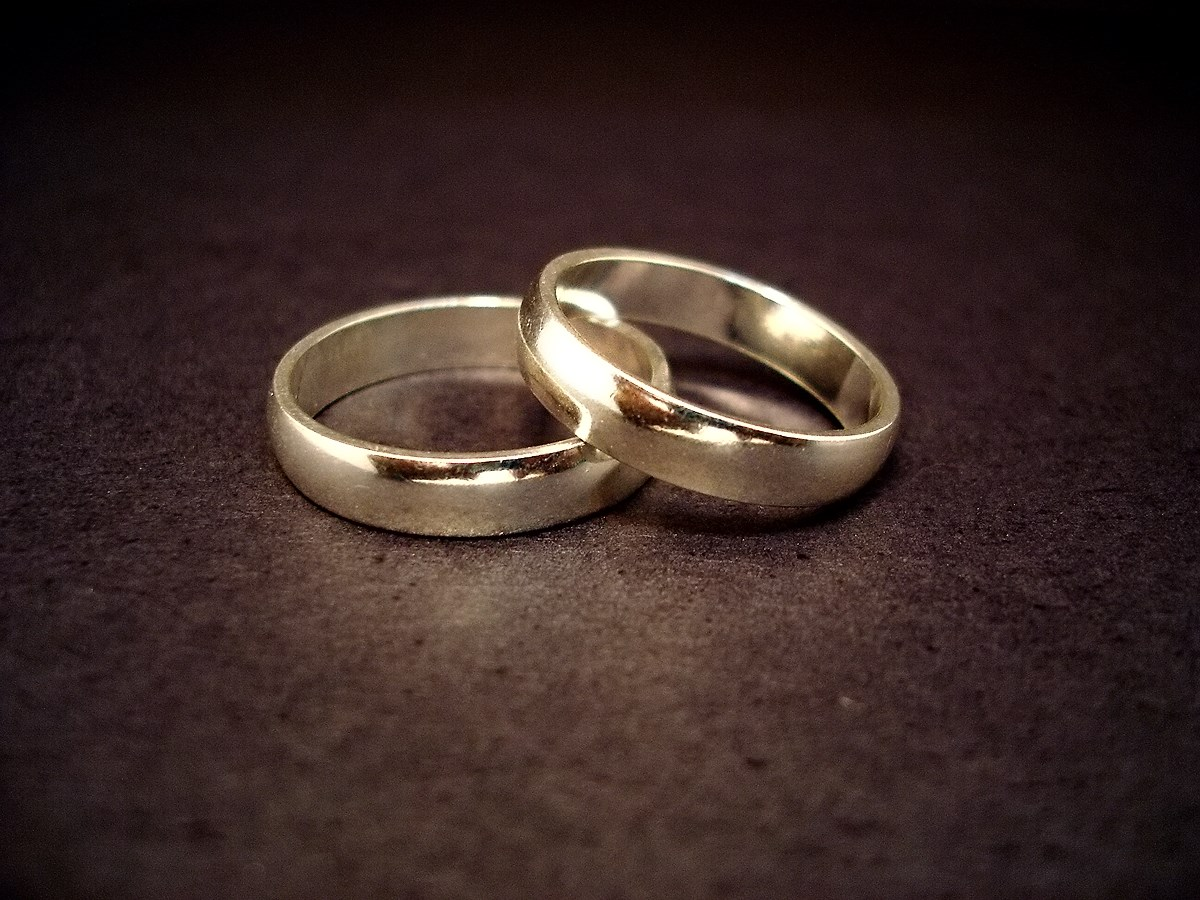
结婚戒指可以是一种商品，也可以是纯粹的礼物，或者两者兼而有之。

### 施用
许多社会严格禁止将礼物转化为贸易品或资本品。人类学家温迪・詹姆斯（Wendy James）发现，非洲东北部的乌杜克人（Uduk）有强烈习俗：跨部族边界的礼物必须被消费而非投资。例如，作为礼物的动物需被食用，不得用于养殖。但如同特罗布里安群岛的臂章与项链，“礼物消亡” 未必指物理消费，也可能是礼物的转移。在其他社会，处理方式是回赠或转赠他人 —— 保留礼物而不交换会遭谴责。刘易斯・海德（Lewis Hyde）指出：“民间故事中，试图独占礼物者往往死亡。”
语言学家丹尼尔・埃弗雷特（Daniel Everett）研究巴西狩猎采集部落皮拉罕人（Pirahã）时发现，尽管他们掌握保存食物技术（如干燥、腌制），但仅用于部落外的易货交易。在群体内部，狩猎成功后会立即举办盛宴分享食物。当被问及此习俗时，一位猎人笑称：“我把肉储存在兄弟的肚子里。”
卡罗尔・斯塔克（Carol Stack）在《我们所有的亲戚》中描绘了礼物经济中的义务与感激网络。她讲述芝加哥贫困社区 “公寓区”（The Flats）的案例：两姐妹继承遗产后，一人囤积财富虽短暂富裕却疏离社区，最终通过送礼重新融入；另一人遵守社区期望，六周内除一件外套和鞋子外耗尽遗产。

## 案例研究：预测
马塞尔・莫斯（Marcel Mauss）严格区分了市场社会的 “礼物经济”（互惠）与非市场社会的 “总馈赠”（total prestation）。“馈赠”（prestation）是一种如 “社区服务” 般的义务性奉献，融合了政治、宗教、法律、道德与经济等多重社会维度。因此，这类交换可被视为嵌入非经济的社会制度中。典型的馈赠行为具有竞争性，例如potlatch、库拉交换（Kula exchange）与莫卡交换（Moka exchange）

### 巴布亚新几内亚的Moka交换：竞争性交换条目：Moka exchange
在巴布亚新几内亚的哈根山地区，Moka 是一种高度仪式化的交换制度，已成为人类学中 “礼物经济” 和 “大人物” 政治制度的标志性概念。Moka 属于互惠性馈赠，若赠予的礼物价值超过受赠者此前回赠，则能提升送礼者的社会地位 。Moka 特指礼物价值的逐次递增，交换物品种类有限，主要是来自海岸的猪和稀缺的珍珠壳。在 Moka 交换中，回赠同等价值礼物仅被视为偿还债务（严格互惠），而额外增加的部分（即 Moka）则被视作 “投资利息”。但人们仅有偿还债务的义务，而无提供 Moka 的强制责任 —— 赠送 Moka 是为提升自身声望并让接受者负债。这种持续更新的债务关系维系着双方互动：债务完全清偿后，反而可能终结进一步往来。赠予多于索取者可树立 “大人物” 声誉，而仅偿还债务或偿还不足者则会被称为 “垃圾人”。由此，礼物交换产生政治效应：施予者获得威望，接受者背负债务，政治体系可基于这种地位关系构建。萨林斯强调，“大人物” 并非固定角色，而是众人共享的社会状态 ——“大人物不是人群中的王子，而是人群中的佼佼者”。该体系的基础是说服能力而非命令权威 。

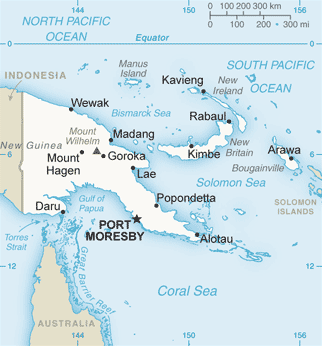
巴布亚新几内亚的哈根山

### 托拉雅葬礼：肉类分配的政治
托拉贾人是印度尼西亚南苏拉威西山区的土著民族，以繁复的葬礼仪式、崖壁墓地及被称为 tongkonan 的尖顶传统大宅（属于贵族家族）闻名。tongkonan 的成员资格由创始人的所有后代继承，因此任何人只要为其仪式活动贡献力量，即可成为多个 tongkonan 的成员，并享有租用稻田等权益 。
托拉雅人的葬礼是重要社会事件，常吸引数百人参与并持续数日。葬礼如同 “大人物” 竞赛：拥有铜锣的家族后裔通过献祭牛群展开竞争。参与者多年来与他人共同投资牲畜，借助扩展的社会网络实现最大规模的赠礼。竞赛获胜者将成为 tongkonan 及其稻田的新主人，并在铜锣前的立柱上展示所有赢得的牛角 。
托拉雅葬礼与 “大人物” 制度的差异在于：礼物交换的获胜者可获得 tongkonan 财产的控制权，在贵族所有者与被迫租地的平民间建立明确社会等级。由于 tongkonan 主人可收取租金，他们在葬礼交换中更具竞争力，社会地位也比 “大人物” 制度更稳固 。

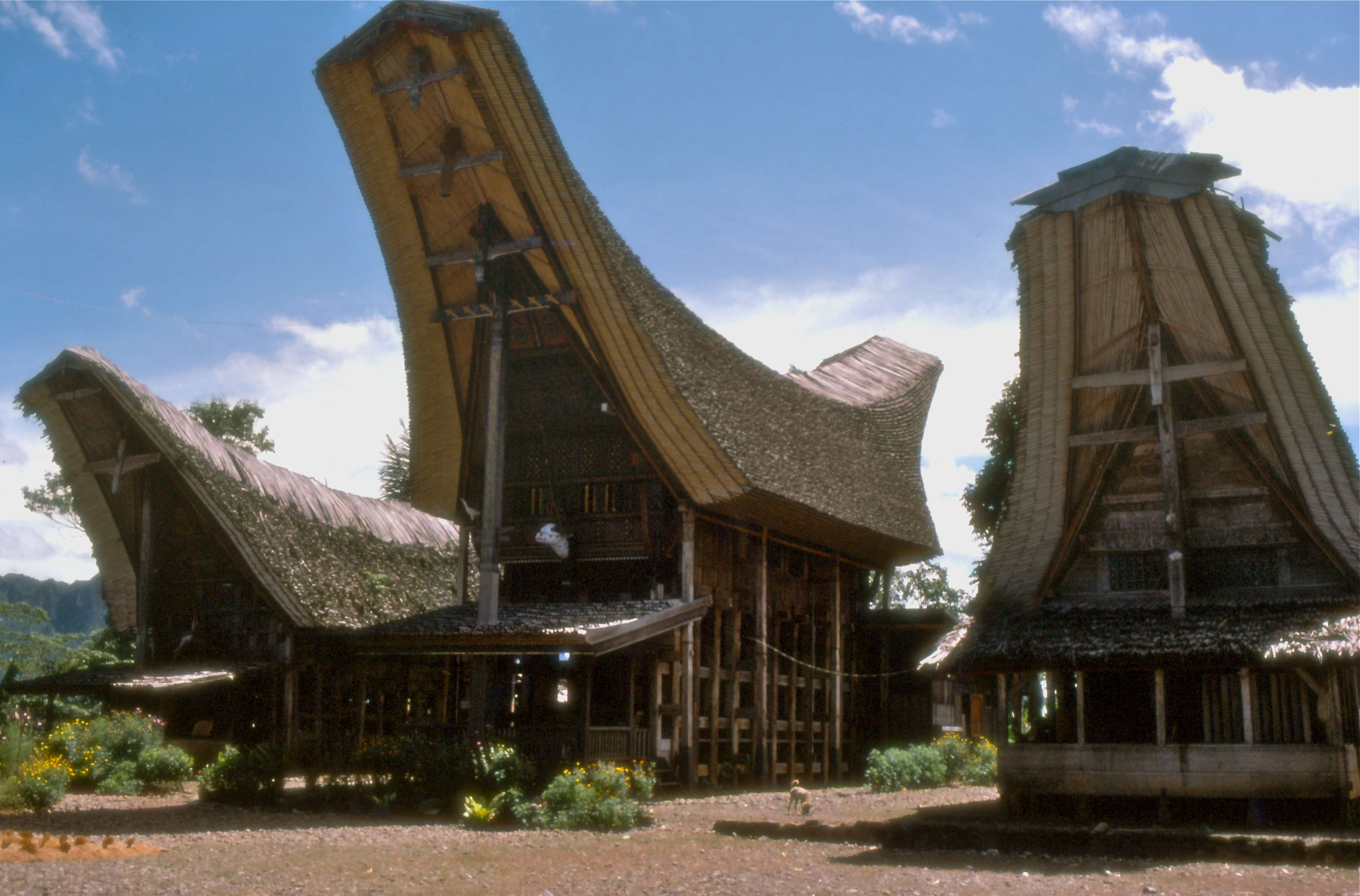
托拉雅村庄的三所通科南贵族房屋

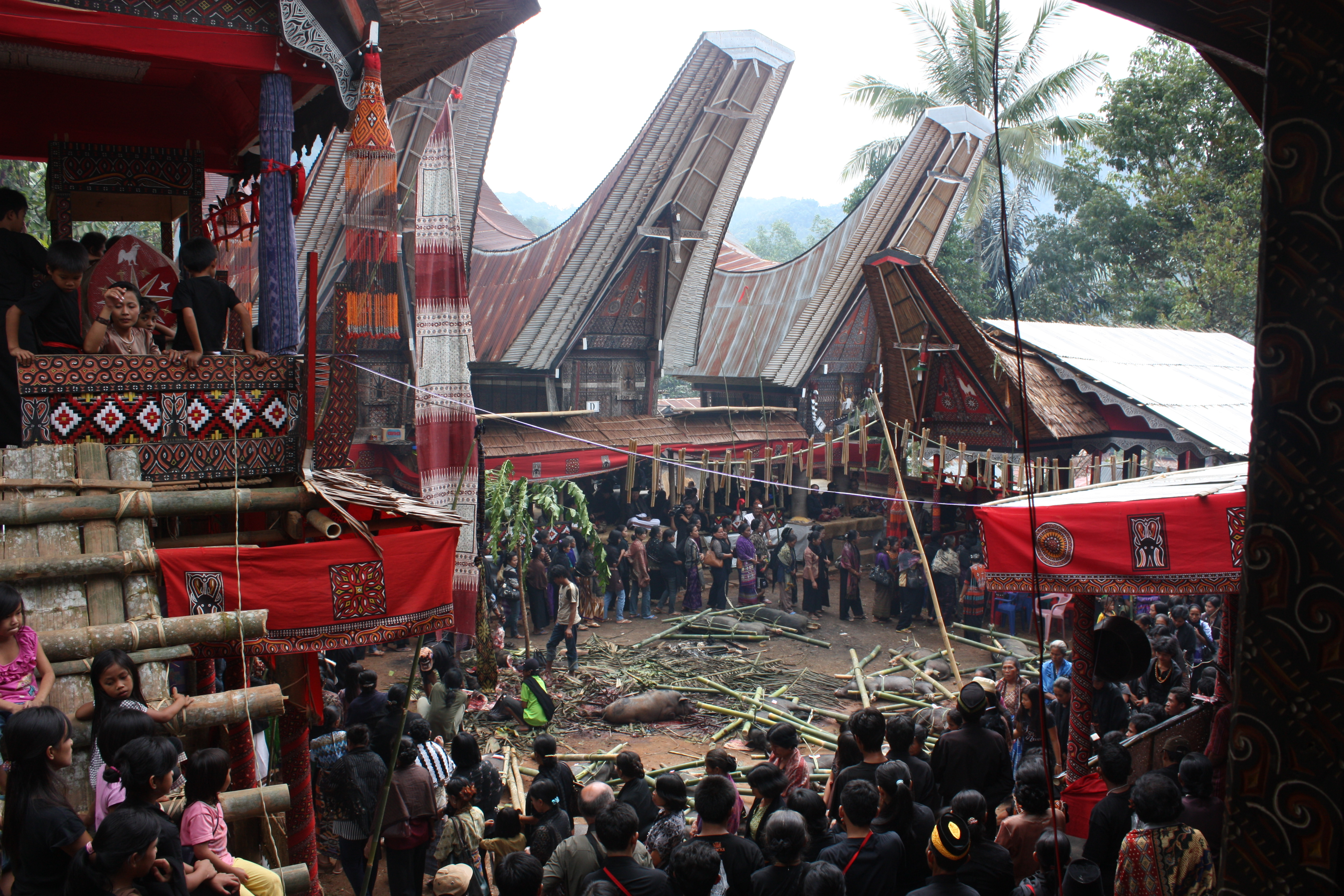
在葬礼上宰猪

## 慈善和施舍
主要文章：施舍
人类学家大卫·格雷伯（David Graeber）认为，慈善与送礼的世界性宗教传统几乎同时出现于轴心时代（公元前 800 年至公元前 200 年），恰逢铸币发明与大陆市场经济确立之时。格雷伯指出，这些慈善传统的兴起，是对铸币、奴隶制、军事暴力与市场形成的 “军事 - 铸币复合体” 的回应。包括印度教、犹太教、佛教、儒教、基督教和伊斯兰教在内的新兴世界宗教，均试图维系 “人类经济”—— 其中货币用于巩固社会关系，而非购买物品（包括人）。
慈善与施舍是宗教认可的自愿赠予，不求回报。但案例研究表明，此类礼物未必全然无私。

### 佛教泰国的功德制造
泰国的小乘佛教强调布施（功德）的重要性，主张无回报意图的 “纯粹礼物”，教义认为向僧侣与寺庙赠礼最能实现这一理想。其核心是通过无私赠予为施予者 “积累价值”（及来世福报），而非救济穷人与受赠者。但鲍伊的研究显示，这种理想赠予形式仅适用于富人 —— 他们有资源捐赠寺庙并赞助僧侣受戒 。僧侣亦多来自此类家庭，故赠予教义带有阶级属性。贫困农民对向僧侣赠礼积德的重视程度较低，他们更认可向乞丐施舍。贫困与饥荒在弱势群体中普遍存在，通过向乞丐赠礼，农民实则是在要求富人在困境中承担照顾责任。鲍伊认为这是 “道德经济” 的体现 —— 穷人通过流言与声誉抵制精英剥削，迫使他们缓解现世苦难 。

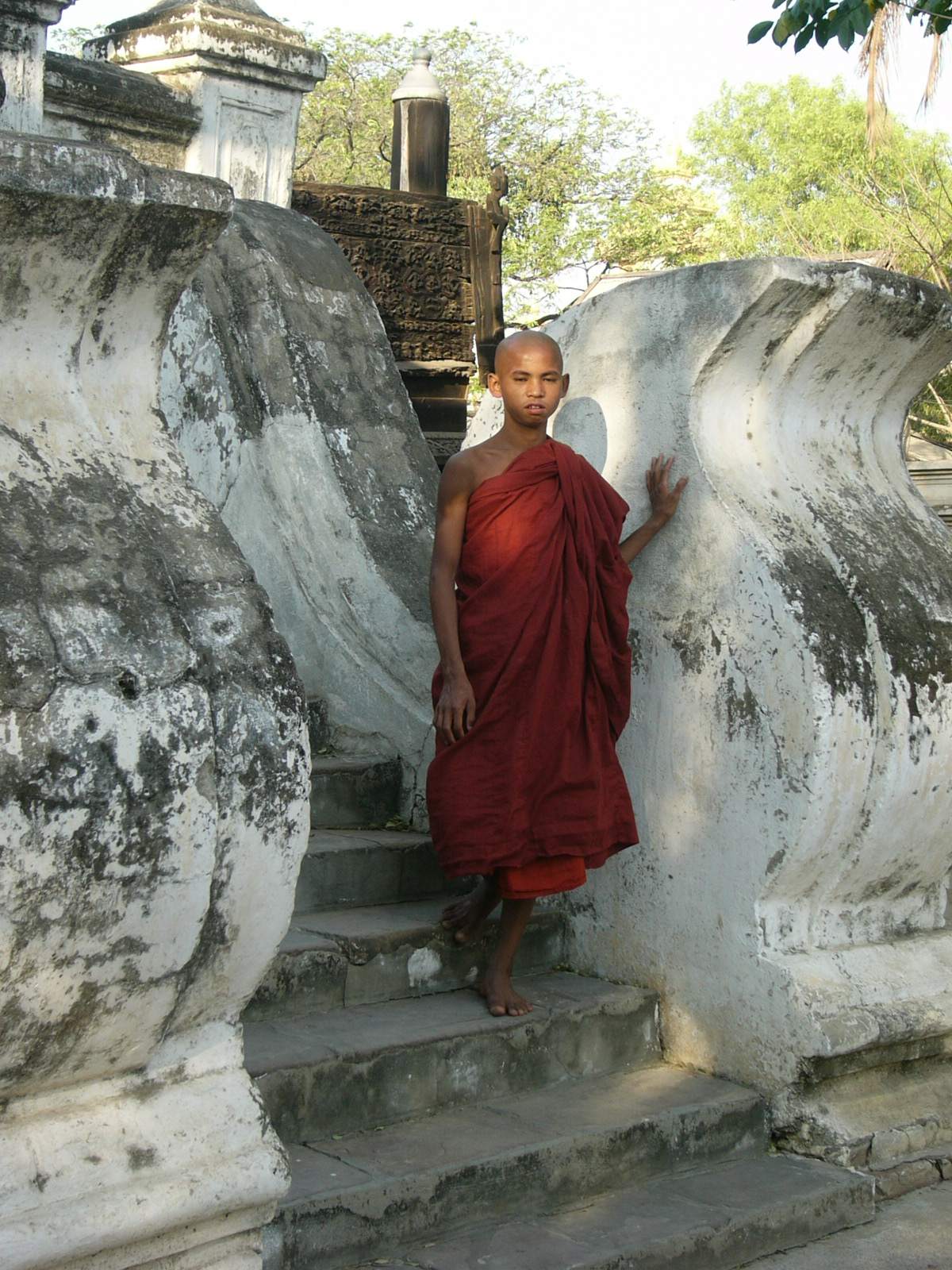
年轻的缅甸僧侣

### 慈善机构：印度的Dana
Dāna 是印度教中的宗教慈善形式。据说礼物承载着施予者的罪恶（“礼物的毒药”），通过赠予行为将罪恶转移给受赠者以实现解脱。礼物的价值取决于找到值得接受的对象，如婆罗门祭司 —— 他们应能通过仪式消解罪恶，并将礼物依次传递给更具价值的人。这必须是真正的非互惠赠予，否则罪恶将回流。Dāna 不旨在建立施受双方的关系，也不应有回赠，因此打破了所谓普世的 “互惠准则”。

### 加拿大的和平之子
“和平之子”（1812–1889）是一个乌托邦式的贵格会教派，如今主要以莎朗神庙（Sharon Temple）闻名 —— 这座国家历史遗址是其和平、平等与社会正义价值观的建筑象征。他们建造这座华丽神庙，用于为穷人筹资，并在安大略省建立了首个无家可归者庇护所。该组织主导成立了安大略省首个合作社 “农民仓库”（Farmers' Storehouse），并创办了该省首个信用合作社。然而他们很快发现，从神庙基金中直接分配慈善款反而危及穷人：接受慈善意味着负债，而当时债务人可能不经审判就被监禁 —— 这正是 “礼物的毒药”。于是他们将慈善基金转为信用合作社，以小额信贷形式发放贷款，类似现代小额信贷机构。这是 “单一化”（singularization）的典型案例：货币在神庙仪式中转化为慈善，再以贷款形式进入另一个交换领域，而贷款利息又通过单一化重新转化为慈善 。

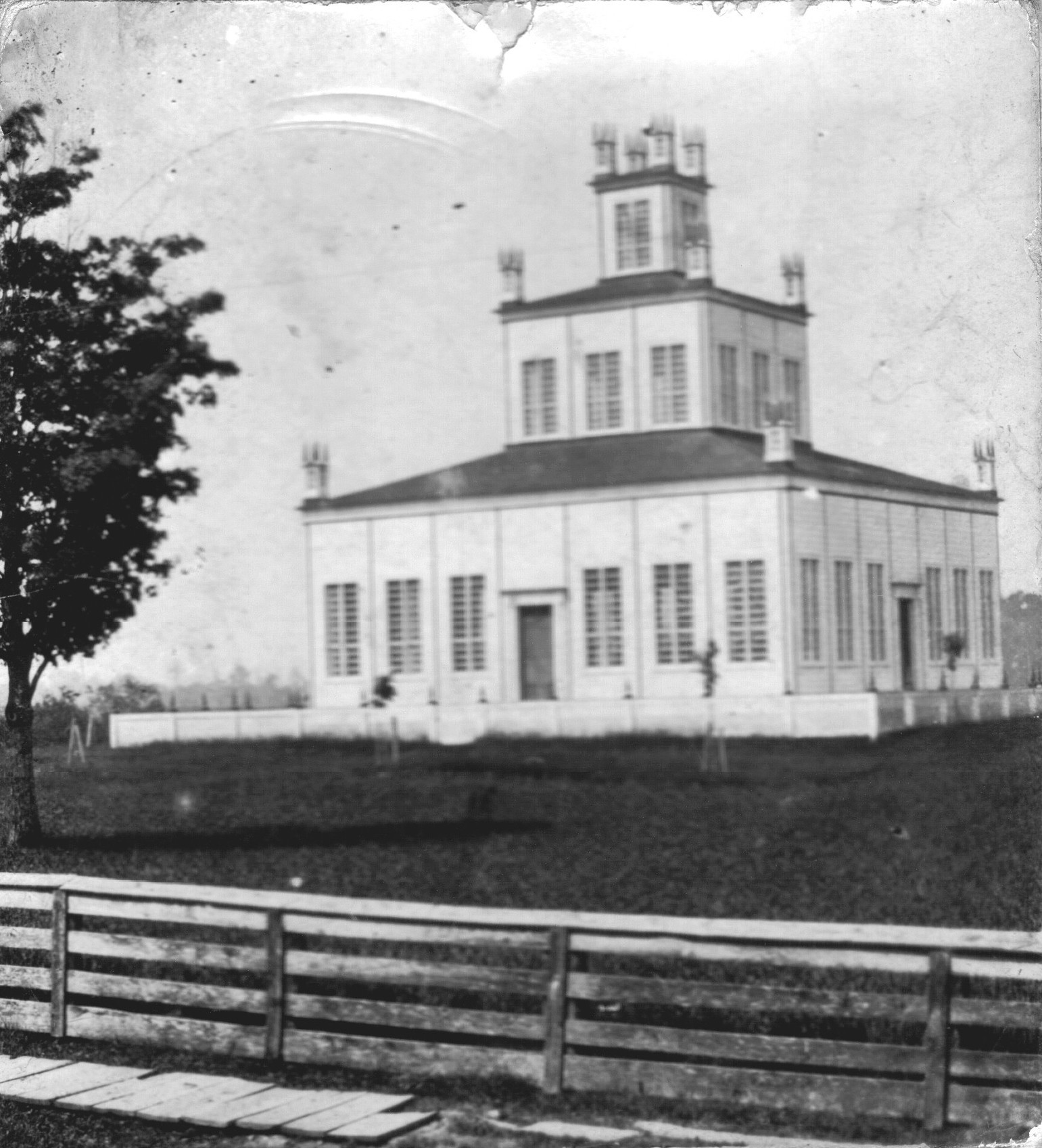
沙龙寺庙

## 赠礼作为市场社会中的非商品交换
市场经济中存在非商品交换领域，这些领域通过 “单一化” 过程形成 —— 特定物品因各种原因去商品化，进入替代性交换领域。这既可能是对市场贪婪性的反抗，也可能被企业用作制造客户负债感与忠诚度的手段。现代营销策略常试图为商品交换注入赠礼属性，模糊礼物与商品的界限。

### 器官移植网络，精子和血库

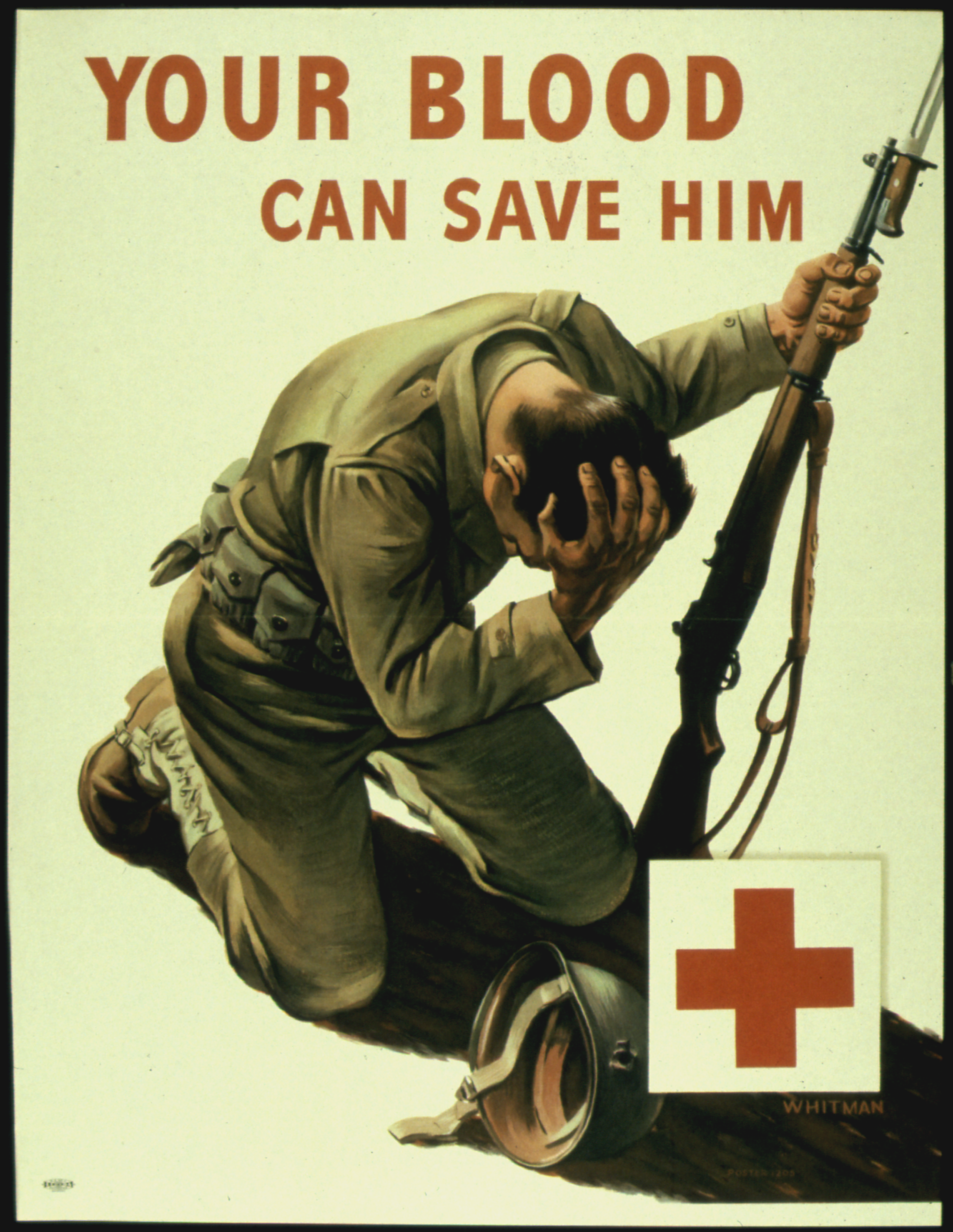
献血海报, WWII

市场经济倾向于 “将一切 —— 包括人、劳动与生殖能力 —— 降为商品”。“器官移植技术向第三世界的快速扩散催生了器官贸易：病体被运往南半球移植，而南半球的健康器官被运往富裕的北半球”，形成身体部位的 “库拉环”。但所有商品均可通过单一化去商品化转化为礼物。在北美，器官买卖非法，但 “器官赠礼经济” 实则是 “充斥着商品化神秘化的医疗领域”：价值数百万美元的医疗行业要求患者为捐赠器官支付高额费用，造成显著阶级分化 —— 捐赠者（多在南半球）从未受益，而支付得起费用者才能获得器官。
与器官不同，血液和精液在美国已合法商品化。两者既可捐赠也可出售，虽被视为 “生命礼物”，却储存在 “银行” 中并受政府严格监管。但接受者更青睐无私捐赠的血液与精液 —— 市场价值最高的样本均来自无偿捐赠。接受精子者认为，精液 DNA 承载着未出生孩子的潜在特质，利他主义比利益驱动更重要。同样，血液捐赠被视为纯粹赠予关系的典范，因献血者仅出于助人意愿 。

### Copyleft vs版权：“自由”言论的礼物
主要文章:版权
工程师、科学家和软件开发人员已经创建了像Linux内核和GNU操作系统这样的自由软件项目。它们是礼物经济在技术领域突出地位的典型例子，它在引入使用宽松的自由软件和copyleft许可方面发挥了积极作用，这些许可允许自由重用软件和知识。其他例子还包括文件共享、开放访问、未授权软件等等。

### 积分和忠诚计划
主要文章：忠诚计划
许多零售组织都有“礼物”计划，旨在鼓励顾客对他们的机构忠诚。Bird-David和达引用这些混合“mass-gifts”既不是礼物也不是商品。它们之所以被称为大众礼品，是因为它们是在大众消费的环境下“随买随送”大量赠送的。他们举了两个肥皂的例子，其中一个是免费赠送的：哪个是商品，哪个是礼物？大众礼品既肯定了礼品与商品的区别，又混淆了两者的区别。和送礼物一样，大众礼物是用来建立一种社会关系的。一些顾客接受这种关系和礼物，而另一些顾客则拒绝这种关系，并把“礼物”理解为五折优惠。

### 免费商店

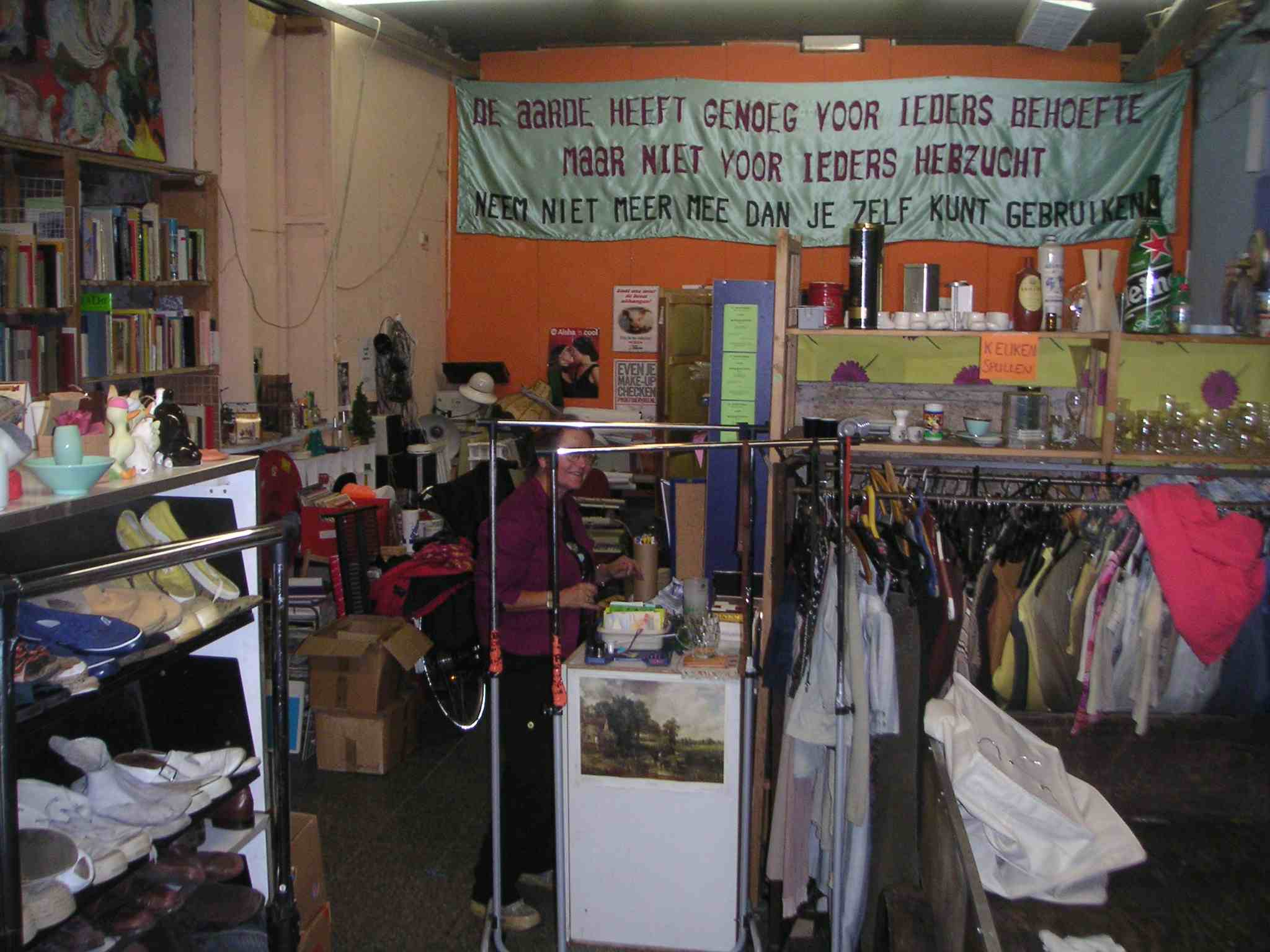
乌得勒支赠品店内部。横幅上写着“地球足以满足每个人的需求，但不能满足每个人的贪婪”。

“赠送商店，又称“免费商店”，是指所有商品均免费提供的商店。这类商店类似于慈善商店（主要销售二手物品），唯一的区别在于所有物品均为免费。无论是书籍、家具、衣物还是家居用品，均可免费获取。不过，有些商店会实行“一进一出”的政策（类似于换物店）。免费商店是一种建设性的直接行动形式。它提供了一种替代货币框架的购物方式，让人们能够在货币经济之外交换商品与服务。20世纪60年代，无政府主义反文化团体“挖掘者” (The Diggers) [58] 便开设了此类免费商店。他们免费分发库存物资、食物和药品，免费发放现金，组织免费音乐会，并表演带有政治意味的艺术作品。“挖掘者”这一名称源自17世纪英国杰拉德·温斯坦 领导的同名团体。该团体试图建立一个没有金钱的资本主义的微型社会。

### 火人节
火人节 (Burning Man) 是在美国内华达州北部黑岩沙漠 (Black Rock Desert) 举办的为期一周的年度艺术与社区活动。这场活动以社区实验、激进的自我表达和彻底的自力更生而闻名。活动中禁止商业行为（仅出售冰、咖啡及活动门票除外），并大力倡导赠送礼物。赠送礼物是火人节的十大原则之一，参与者（无论是在沙漠中的节日现场，还是在遍布全球的全年性社区中）都被鼓励依赖礼物经济。2002年的纪录片《赠送：礼物经济的热烈拥抱》(Gifting It: A Burning Embrace of Gift Economy) 以及Making Contact广播电台的节目《我们如何生存：赠送的货币》(How We Survive: The Currency of Giving) 也记录了火人节中的礼物赠送行为。

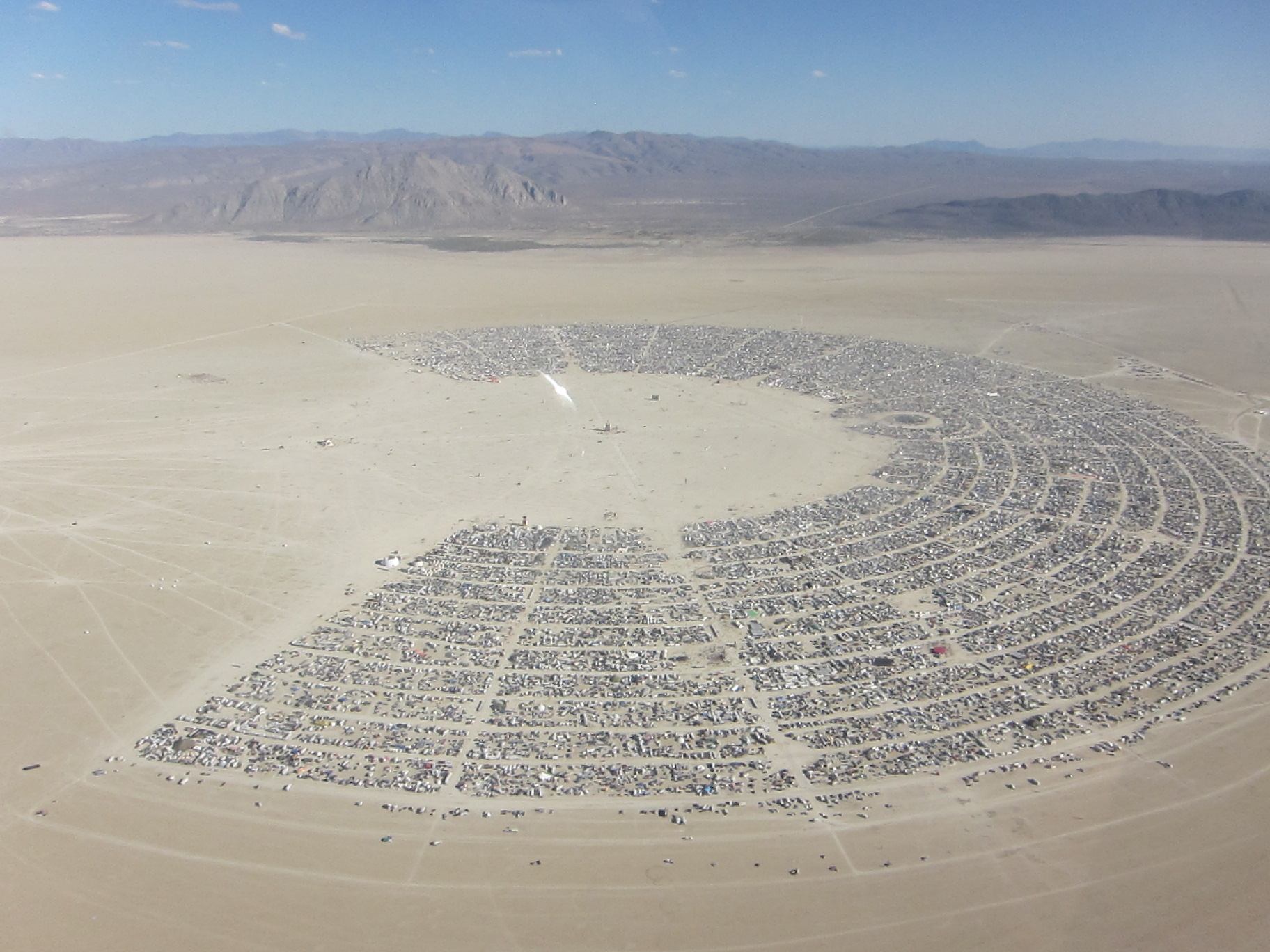
黑石城，为2010年的火人节在内华达州沙漠中建立的临时定居点

### 哥伦比亚特区和美国各州的大麻市场
在哥伦比亚特区和美国部分州的大麻市场中，“赠送”也长期扮演着重要角色。美联社报道称，“赠送长期以来一直是大麻文化的一部分”，这种现象伴随着2010年代美国各州的大麻合法化进程而出现（2014年11月）。哥伦比亚特区选民通过了第71号提案 (Initiative 71)，将个人娱乐用途的大麻种植合法化。然而，2015年的联邦拨款法案（“克伦尼布斯”法案）阻止了该地区建立允许大麻商业销售的系统。在华盛顿特区，成年人持有、种植和使用大麻是合法的，赠送大麻同样合法，但出售和以物易物则被禁止。这实际上是在尝试创造一种礼物经济。不过，最终也催生了围绕赠送大麻而产生的相关商业市场。在2018年1月佛蒙特州大麻持有合法化之前，该州也缺乏相应的销售法律框架，预计会出现类似的市场。俄勒冈州波特兰市曾有一段时间，人们只能通过合法赠送的方式获得大麻，这一现象在“伯恩赛德·伯恩”集会 (Burnside Burn) 上得到了庆祝。类似的情况也曾出现在加利福尼亚州、缅因州和马萨诸塞州大麻合法化后的初期阶段。

### 互助
许多无政府主义者，特别是无政府原始主义者和无政府共产主义者，相信向礼物经济的转变或许是打破贫困循环的关键。因此，他们常常主张将整个社会改造成礼物经济。无政府共产主义者将礼物经济视为一种理想的经济形态——既没有金钱、市场，也不需要计划。这种思想至少可以追溯到彼得·克鲁泡特金，他从狩猎采集部落中发现了“互助”的范例。无政府共产主义者，例如1930年代生活在西班牙某些村庄的人们，支持没有货币的礼物经济：由工人生产的商品和服务在社区商店中分发，每个人（包括参与生产的工人）本质上都有权消费他们想要或需要的任何东西，以此作为其生产商品和服务的回报。

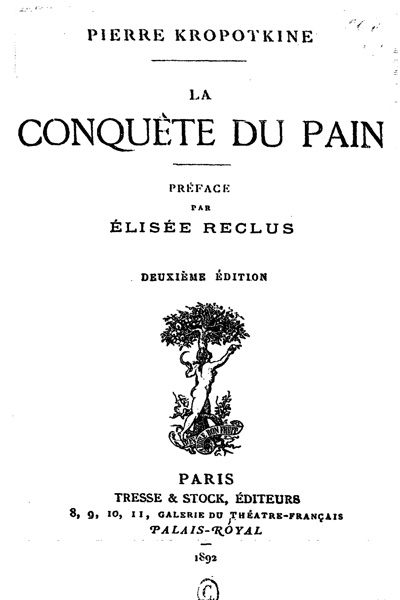
彼得·克鲁泡特金的《面包的征服》，这是一部很有影响力的作品，它展示了无政府共产主义的经济愿景

互助这一概念源于互助主义（Mutualism）、劳动保险制度以及工会的发展，也被应用于合作社和其他公民社会运动。通常，互助组织允许自由加入和参与，所有活动均为自愿。其结构往往是非等级、非官僚化的非营利组织，所有资源由成员掌控，没有外部资金或专业支持。互助组织由成员领导和管理，本质上是平等主义的，旨在支持参与式民主、成员地位与权力的平等、共同领导以及合作决策。成员的外部社会地位在组织内部被视为无关紧要，组织内的地位是通过参与度来获得的。

### 道德经济
英国历史学家E.P. 汤普森（E.P. Thompson）在论述18世纪末英国农村普遍发生的食品骚乱时，提出了穷人“道德经济”的概念。汤普森认为，这些骚乱总体上是和平的行为，反映了一种植根于封建权利的共同政治文化——主张为市场上的必需品“定价”。农民们认为，传统的“公平价格”比“自由”市场价格对社区更重要。他们惩罚那些将剩余农产品以更高价格卖到村外的大农户，因为当时仍有村民需要这些农产品。因此，道德经济是一种保护替代性交换领域免受市场渗透的尝试。这些持有非资本主义文化心态的农民，是在利用市场来达成自身目的。
这一概念与自给农业以及困难时期对生存保障的需求密切相关。然而，詹姆斯·C·斯科特（James C. Scott）指出，在经济萧条年份为穷人提供这种生存保障的往往是富有的赞助人，他们的援助需要付出政治代价——这种援助被用来换取追随者的支持。道德经济的概念也被用来解释农民在一些殖民背景下的反抗行为（例如在越南战争中）。

### 平民百姓
有些人可能会混淆共同财产制度与礼物交换制度。公地（The Commons）是指所有社会成员均可获取的文化和自然资源，包括空气、水、宜居土地等自然物质。这些资源是公有的，而非私有。共同拥有的资源涵盖范围极广，从自然资源、公共土地到软件等。公地既包括公共财产，也包括私有财产，人们对它们拥有特定的传统权利。当公有财产转变为私有财产时，这个过程被称为“圈地”（Enclosure）或“私有化”（Privatization）。与他人共同拥有公共土地传统权利的人被称为“平民”（Commoners）。
描述真正公地的关键特征有以下几点：首先，公共资源不可被商品化——一旦商品化，它就不再是公地。其次，与私有财产不同，公地具有包容性而非排他性——其本质在于尽可能广泛地共享所有权，而非狭隘占有。第三，无论资本回报如何，公地资产都应当被保护传承。正如我们接受公地是一项共有权利一样，我们也有责任将其以至少不低于我们接手时的状态传递给后代。若能提升其价值则更好，但至少不应使其贬值，我们当然也无权将其破坏。

### 新的知识共享：免费内容
主文章：免费内容
自由内容（Free content），或称自由信息（Free information），是指任何符合自由文化作品（Free cultural works）定义的实用作品、艺术品或其他创造性内容。自由文化作品是指对人们的自由不施加重大法律限制的作品，具体包括：
- 人们可以使用内容并从中受益；
- 可以学习内容并学以致用；
- 可以制作和分发内容的副本；
- 可以更改和改进内容，并分发这些衍生作品。[84][85]

尽管存在不同的定义，但自由内容在法律上与开放内容（Open content）相似，甚至可能完全相同。这类似于自由软件（Free software）与开源软件（Open-source software）这对术语的使用差异——它们描述的是意识形态上的区别，而非法律上的不同。自由内容包括所有进入公共领域的作品，以及那些受版权保护但许可证尊重并维护上述自由的作品。由于大多数国家的版权法默认授予版权所有者对其作品的垄断性控制权，因此受版权保护的内容必须明确声明为自由内容，通常是在作品中引用或包含相应的许可声明。
虽然因版权过期而进入公共领域的作品被视为自由内容，但如果版权法发生变化，它有可能再次失去自由属性。
信息尤其适合礼物经济，因为信息是一种非竞争性商品（Non-rival good），可以近乎零成本（边际成本）地赠与他人。事实上，使用与他人相同的软件或数据格式通常能带来便利，因此，即便从利己的角度看，分享信息也可能是有利的。

### 文件共享
Markus Giesler 在其民族志研究《消费者礼物系统》中，将音乐下载描述为一种基于礼物交换的社会团结形式。随着互联网的普及，文件共享在能够在线贡献和接收文件的用户中变得非常流行。这种形式的礼物经济曾是 Napster 等在线服务的典型模式（Napster 专注于音乐共享，后来因侵犯版权而被起诉）。尽管如此，在线文件共享至今仍以各种形式存在，如 BitTorrent 和直接下载链接。许多通信与知识产权专家，如亨利·詹金斯（Henry Jenkins）和劳伦斯·莱西格（Lawrence Lessig），将文件共享描述为一种礼物交换形式，认为它为艺术家和消费者带来了诸多益处。他们认为，文件共享在发布者之间建立了社区，并促进了媒体资源更公平的分配。

### 自由与开源软件
著名计算机程序员Eric S. Raymond在其文章《为Noosphere创造家园》（Homesteading the Noosphere）中指出，自自由和开源软件（Free and Open Source Software, FOSS）开发者创造了一种“‘礼物文化’，参与者通过投入时间、精力和创造力来竞争声望”。通过贡献源代码获得的声望为开发者构建了社交网络；开源社区会认可开发者的成就与智慧。因此，开发者可能获得更多与其他开发者合作的机会。
然而，声望并非贡献代码的唯一动力。2010-2011年，北德克萨斯大学（University of North Texas）的一项针对 Fedora 社区的人类学硕士研究发现，贡献者们给出的常见理由是“为了学习的乐趣以及为了与有趣、聪明的人合作而学习”。个人利益动机（如职业发展）很少被提及。许多受访者表示，“我主要是为了让软件满足自己的需求”（“I do it mostly to make it work for me”）以及“程序员开发软件是为了‘解决自身需求’”（“scratch an itch”）。荷兰马斯特里赫特大学（University of Maastricht）国际信息经济学研究所（International Institute of Infonomics）在2002年的报告中还指出，除上述个体动机外，大型公司（特别提到了IBM）每年也会投入大量资金，专门雇用开发者为开源项目做贡献。在这种情况下，公司和员工的动机则不那么清晰。
然而，声望并不是提供代码行的唯一动机。2010 - 2011年，北德克萨斯大学（University of North Texas）的一项研究对Fedora社区进行了人类学研究，研究发现，贡献者给出的常见原因是“为了学习的乐趣和与有趣、聪明的人合作而学习”。个人利益的动机，如职业利益，很少被报道。许多被调查的人说，“我主要是为了让它为我工作”，以及“程序员开发软件是为了‘抓痒’”。荷兰马斯特里赫特大学（University of Maastricht）的国际信息经济学研究所（International Institute of Infonomics）在2002年的报告中指出，除了上述这些，大型公司（他们特别提到了）每年也会花费大量资金专门雇用开发人员为开源项目做出贡献。在这种情况下，公司和员工的动机就不太清楚了。
Linux社区的成员常自豪地称其社区为礼物经济。IT研究公司 IDC 在2007年将Linux内核的价值估为180亿美元，并预测其在2010年的价值将达到400亿美元。GNU/Linux操作系统的Debian发行版仅其 AMD64 软件仓库就提供了超过37,000个自由开源软件包。

### 协同工作
协作作品（Collaborative works）是由开放社区共同创作的作品。例如，维基百科——一个免费的在线百科全书——以数百万篇协作开发的文章为特色，其众多作者和编辑几乎无人获得直接的物质报酬。